# Vélocimane

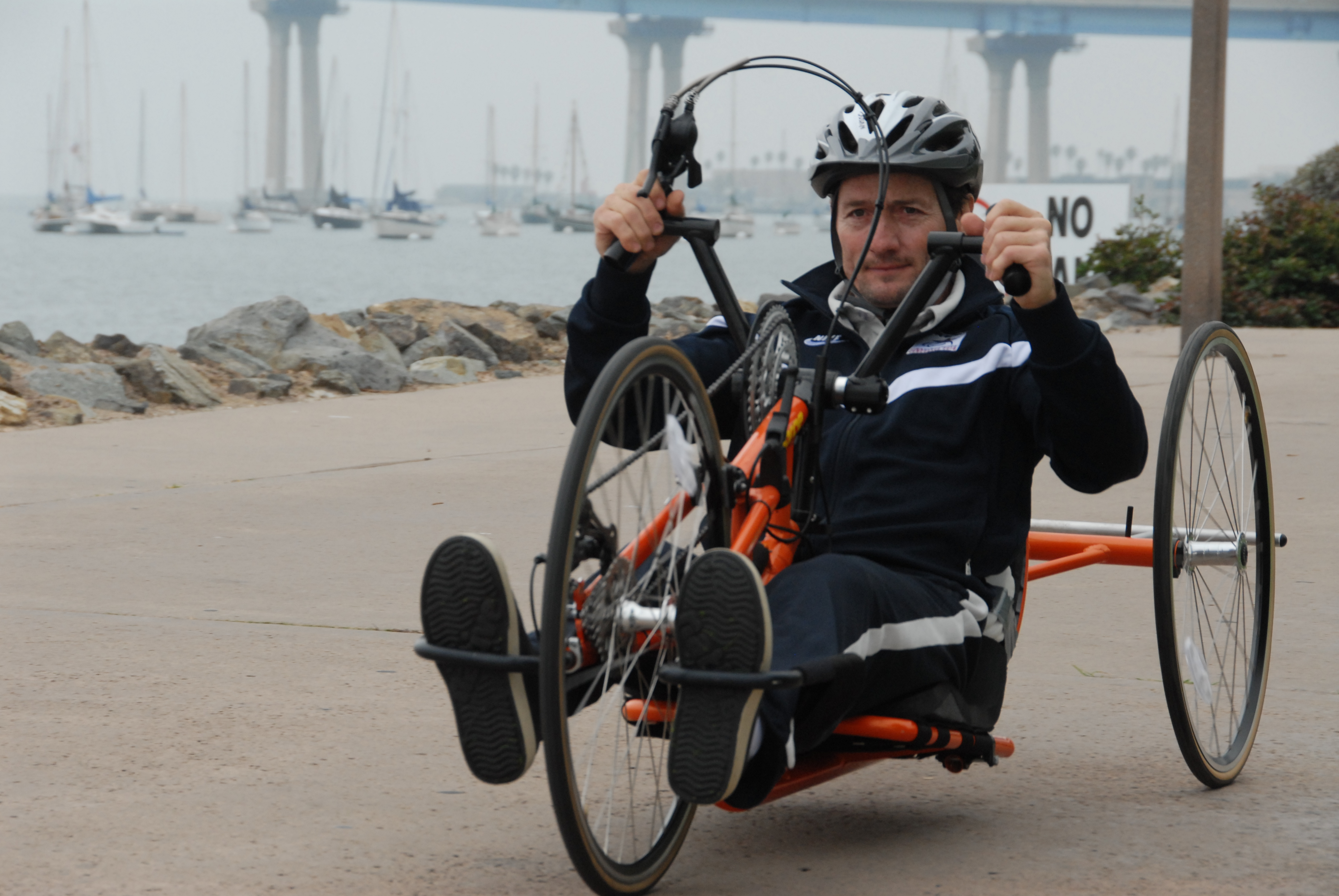
Vélocimane à pédalage manuel

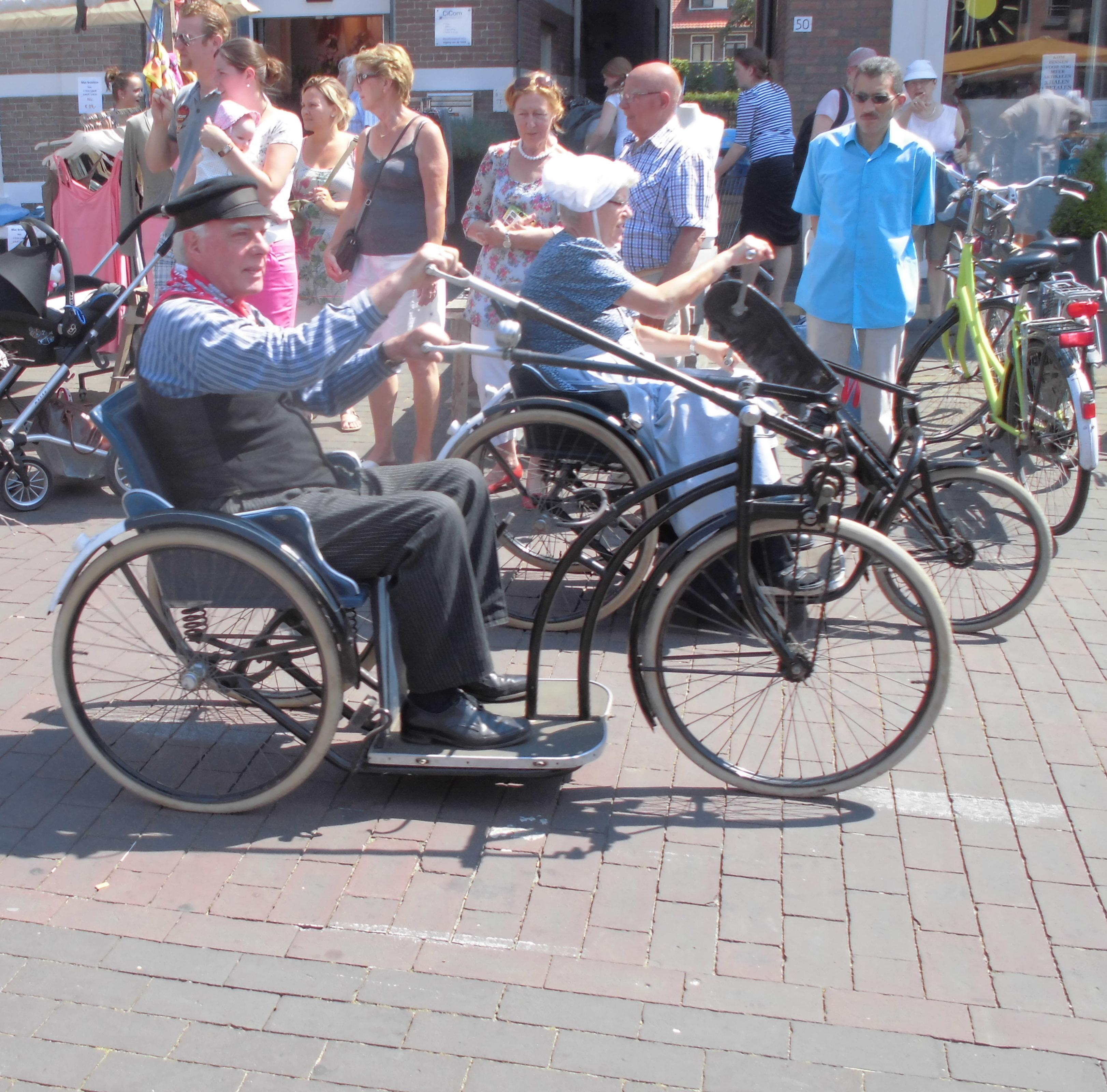
Vélocimane entrainé par leviers

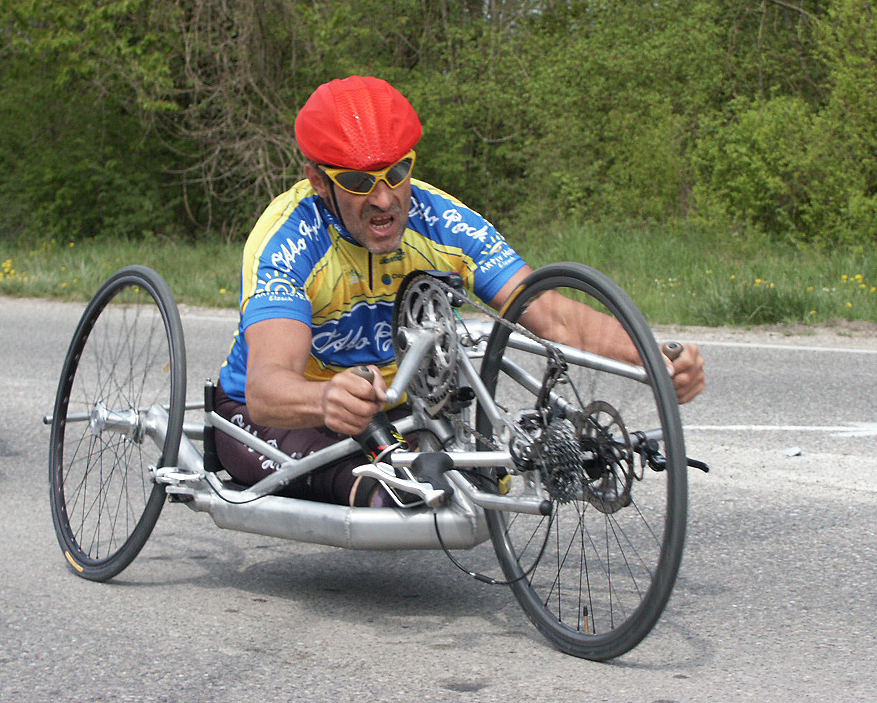
Vélocimane de compétition

Le vélocimane est un vélocipède, généralement un tricycle, entrainé par la force des bras. Il est généralement adapté aux personnes paraplégiques. 
Les handcycles (ou handtrike), utilisés en cyclisme handisport, recourent à un pédalage manuel. 
Certains vélocimanes peuvent avoir un pédalage assisté par moteur électrique.
Les cyclorameurs, utilisant un mouvement de rameur (traction sur les poignées), sont adaptés aux personnes valides.

## Historique
Le prototype du vélocimane était un tricycle à commande à main. Il fut créé par Joseph Monet et André Goyon (fils d'Adrien Goyon) qui, après la Première Guerre mondiale, ajoutèrent à leur invention un système de roue motrice d'origine anglaise, dont ils devinrent les fabricants exclusifs. Cette innovation marquait les premiers pas vers la motorisation.

## Origine du terme
- Dans son édition de 1906, le Larousse décrit le vélocimane comme un « appareil de locomotion, spécial pour les enfants, en forme de cheval, monté sur trois ou quatre roues et dit aussi cheval mécanique ».
- Au XVIIIe siècle et au XIXe siècle le terme de vélocimane est utilisé pour désigner un jongleur. Étymologiquement, le mot signifie « celui dont les mains se déplacent très vite »
- Au XIXe siècle, la vélocimanie désignait encore la jonglerie.